# Ассоциация народа (Тринидад и Тобаго)
Ассоциация народа, или Народное партнёрство (англ. People's Partnership; АН) — бывшая политическая коалиция в Тринидаде и Тобаго левоцентритского толка. Коалиция включала пять партий: Объединённый национальный конгресс (ОНК), Народный конгресс (НК), Народная организация Тобаго (НОТ), Движение за социальную справедливость (ДСС) и Национальный комитет совместных действий (НКСД). Политическим лидером была Камла Персад-Биссессар. Коалиция была сформирована накануне всеобщих выборов 2010 года в попытке сформировать многоэтнический оппозиционный блок против правительства Народного национального движения (ННД) во главе с Патриком Мэннингом. Коалиция победила на выборах 2010 года и сформировала правительство.
На выборах 2015 года Ассоциация народа потерпела поражение от Народного национального движения. Ещё в 2012 году из коалиции вышло Движения за социальную справедливость. Альянс окончательно распался 8 декабря 2015 года.

## История

### Образование
24 января 2010 года Камла Персад-Биссессар была избрана лидером Объединённого национального конгресса, одержав победу над основателем партии Басдео Пандаем. 25 февраля 2010 года она была официально назначена лидером Оппозиции.
21 апреля 2010 года в Физабаде лидер ОНК Камла Персад-Биссессар, лидер Народного конгресса Уинстоном Дукераном, руководитель Национального комитета совместных действий Макандалом Даага, лидер Народной организация Тобаго Эшворт Джек и президент Движения за социальную справедливость Эррол Маклеод подписали «Соглашение о единстве», также известное как «Декларация Физабада».
24 мая 2010 года Ассоциация народа во главе с Камлой Персад-Биссессар победило на выборах, получив 29 из 41 места в Палате представителей. 26 мая 2010 года Персад-Биссессар стала первой женщиной премьер-министром Тринидада и Тобаго, а Ананд Рамлоган стал генеральным прокурором.
Вскоре после этого Ассоциация народа победила на выборах в местные органы власти 26 июля 2010 года, получив большинство в местных советах.

### Цепь скандалов и поражений
17 июня 2012 года Движение за социальную справедливость покинуло коалицию, сославшись на плохое управление.
21 января 2013 года Народная организация Тобаго утратила все 12 мест на региональных выборах в Палату собрания Тобаго, уступив Народному национальному движению.
21 апреля 2013 года один из финансистов коалиции, министр национальной безопасности и председатель Объединённого национального конгресса Джек Уорнер подал в отставку через два дня после того, как следствие обвинило его и его бывшего союзника Чака Блейзера в «мошенническом» управлении в региональной футбольной конфедерацией КОНКАКАФ. Его отставка вызвала дополнительные выборы в избирательном округе Чагуанас-Уэст, которые он выиграл три месяца спустя, 29 июля 2013 года, но уже в составе своей вновь сформированной Независимой либеральной партии.
30 июля 2013 года член парламента от Сент-Джозефа Герберт Волни подал в отставку с поста министра юстиции и вышел из Объединённого национального конгресса из-за последствий «Раздела 34». Его отставка также вызвала дополнительные выборы в округе Сент-Джозефа, которые были проиграны Народному национальному движению 4 ноября 2013 года.
Народное партнерство также проиграло выборы в местные органы власти 25 октября 2013 года Народному национальному движению. Это означало, что коалиция проиграла в общей сложности четыре последовательных выборов за один год.
20 мая 2013 года также были выдвинуты обвинения, известные как «Emailgate», скандал с преступным заговором в сентябре 2012 года против директора государственных обвинений Роджера Гаспара, а также заговор с целью причинения вреда и дискредитации репортёра газеты Дениса Ренна, и выплата денежных средств в обмен на освобождение неназванного лица.
Затем лидер оппозиции Роули прочитал в парламенте письма, предполагающие беседу между четырьмя людьми, чьи электронные почтовые ящики были похожи на те, что были у тогдашнего премьер-министра Камлы Персад-Биссессар, генерального прокурора Ананда Рамлогана, советника по национальной безопасности Гэри Гриффит и министр труда и инфраструктуры Сурудж Рамбачан. Шесть лет спустя, 17 июля 2019 года, полицейское расследование по этому делу было официально прекращено без предъявления обвинений.

### Поражение на выборах 2015 года
На выборах 2015 года коалиция уступила Народному национальному движению, получив лишь 18 из 41 места; из которых 17 получил Объединённый национальный конгресс и лишь 1 — сильно ослабленный Народный конгресс. Оставшиеся партнёры по коалиции, Народная организация Тобаго и Национальный комитет по совместным действиям не смогли получить ни одного места и тихо покинули коалицию. В результате Ассоциация народа прекратила своё существование.
21 сентября 2015 года президент Энтони Кармона назначил Персад-Биссессар лидером Оппозиции в парламенте от ОНК.